# الإدارة العامة لمراقبة الجودة والتفتيش والحجر الصحي
الإدارة العامة لمراقبة الجودة والتفتيش والحجر الصحي لجمهورية الصين الشعبية (بالصينية: 中华人民共和国国家质量监督检验检疫总局) هي دائرة على المستوى الوزاري في إطار مجلس الدولة لجمهورية الصين الشعبية، وهي المسؤولة عن الجودة الوطنية، المقاييس، السلع التفتيش الدخول والخروج، الدخول والخروج الصحة الحجر الصحي ، الدخول إلى الحيوان والحجر النباتي، وسلامة استيراد وتصدير الأغذية ، وإصدار الشهادات والاعتماد ، والتوحيد القياسي، وكذلك تطبيق القانون الإداري.
وهي تدير مباشرة مكاتب فحص الدخول والخروج المحلية ومكاتب الجودة والإشراف الفني.  على سبيل المثال، يعتبر مكتب فحص الدخول والخروج في بكين مسؤولاً عن جمع نماذج التصريح الصحي، ويستخدم التصوير الحراري للكشف عن الركاب المصابين بالحمى بسبب وباء أنفلونزا 2009 قبل 16 يوليو 2009. 
في عام 2018، دُمجت مع إدارة الدولة المنشأة لتنظيم السوق المنشأة حديثًا.

## قائمة رؤساء
1. لي تشانغجيانغ (أبريل 2001 – سبتمبر 2008)
2. وانغ يونغ (سبتمبر 2008 – أغسطس 2010)
3. زهي شوبنج (أغسطس 2010 – حتى الآن)

- شغل هو جيان قوه منصب سكرتير الحزب منذ مايو 2017.

## روابط خارجية
- الموقع الرسمي، مؤرشف من الأصل في 2019-07-29